# 미국흰불나방
미국흰불나방(문화어: 미국흰나비, 미국희나비, 미굿흰나비)은 나비목 태극나방과 불나방아과의 하나로, 산림해충으로 여겨진다. 애벌레시기에 가로수나 활엽수 등 여러 나무의 잎을 갉아먹는데, 나무의 잎맥만 남을 정도로 왕성한 식욕을 갖고 있다. 사람에게는 알레르기나 각막염은 물론 피부병을 일으키기도 한다. 대한민국에서는 1960년대부터 큰 피해를 입혔는데, 외국에서 수입한 목재를 통해서 유입된 것으로 추정된다.

## 생김새와 생태
날개길이는 암컷이 약 16㎜, 수컷 14-15㎜이다. 몸과 날개는 흰색인데 제1화기 성충 중에는 날개에 흑색 점이 있는 것이 많다. 알은 무더기로 낳고 독이 있는 흰털로 덮여 있으며 유충의 몸빛깔은 변이가 많다. 
피해를 주는 것은 주로 양버즘나무에 피해를 주며, 이외에 뽕나무 등의 나무도 가해하는 등 광식성을 보여준다.
유충 때는 실을 토하여 잎을 싸고 떼를 지어 살지만 4령충 이후가 되면 실을 토하지 않고 분산하여 기주식물의 잎맥만 남기고 잎을 먹어 치운다. 성충은 연 3회 발생하며 나무껍질사이·판자틈 등에서 번데기로 월동한다. 번데기가 되기 위해 은폐물을 찾아 모이므로 나무둥치에 잠복소를 설치하여 포살하는 것도 좋은 방제법이 된다. 가로수나 주요 산림지대에 짚이나 가마니로 나무둥치를 싸놓은 것이 이 해충 방제를 위한 잠복소이다.
천적으로는 기생파리 등이 있다.
원산지는 북아메리카이며 제 2차 세계 대전 중 일본을 거쳐 1958년에 우리나라에 들어왔다.

## 같이 보기
- 매미나방